# Непп (округ Данн, Вісконсин)
Непп (англ. Knapp) — селище (англ. village) в США, в окрузі Данн штату Вісконсин. Населення — 478 осіб (2020).

## Географія
Непп розташований за координатами 44°56′56″ пн. ш. 92°4′51″ зх. д. / 44.94889° пн. ш. 92.08083° зх. д. (44.948772, -92.080749).  За даними Бюро перепису населення США в 2010 році селище мало площу 4,10 км², з яких 4,08 км² — суходіл та 0,01 км² — водойми.

## Демографія
Згідно з переписом 2010 року, у селищі мешкали 463 особи в 214 домогосподарствах у складі 122 родин. Густота населення становила 113 осіб/км².  Було 230 помешкань (56/км²).
Расовий склад населення:
| - 97,8 % — білих - 1,1 % — корінних американців |

До двох чи більше рас належало 1,1 %. Частка іспаномовних становила 0,2 % від усіх жителів.
За віковим діапазоном населення розподілялося таким чином: 19,4 % — особи молодші 18 років, 57,9 % — особи у віці 18—64 років, 22,7 % — особи у віці 65 років та старші. Медіана віку мешканця становила 44,9 року. На 100 осіб жіночої статі у селищі припадало 109,5 чоловіків;  на 100 жінок у віці від 18 років та старших — 106,1 чоловіків також старших 18 років.
Середній дохід на одне домашнє господарство  становив 52 211 долар США (медіана — 41 429), а середній дохід на одну сім'ю — 55 621 долар (медіана — 44 531). Медіана доходів становила 48 750 доларів для чоловіків та 30 000 доларів для жінок. За межею бідності перебувало 13,3 % осіб, у тому числі 15,9 % дітей у віці до 18 років та 14,3 % осіб у віці 65 років та старших.
Цивільне працевлаштоване населення становило 197 осіб. Основні галузі зайнятості: виробництво — 27,9 %, роздрібна торгівля — 14,7 %, освіта, охорона здоров'я та соціальна допомога — 13,7 %.